# Selenio
El selenio  es un elemento químico de la tabla periódica cuyo símbolo es Se y su número atómico 34. Forma parte del grupo de los calcógenos en la tabla periódica, que también incluye al oxígeno, azufre, telurio y polonio. Es un no metal químicamente similar al azufre y al telurio, y juega un papel vital en procesos tanto biológicos como industriales. El selenio se encuentra en la naturaleza principalmente en forma de compuestos de selenio, especialmente en minerales de metales como cobre, plomo y níquel. Es relativamente raro en la corteza terrestre, con una abundancia promedio de aproximadamente 0.05 partes por millón.Su masa atómica es de 78.96.
El selenio fue descubierto en 1817 por el químico sueco Jöns Jakob Berzelius, quien inicialmente pensó que el elemento era una forma de telurio. Lo nombró con el término griego selene, que significa "luna", debido a su apariencia plateada y pálida, que le parecía reminiscentes del resplandor de la luna. El elemento permaneció algo oscuro durante muchos años, con aplicaciones limitadas hasta mediados del siglo XX, cuando sus propiedades únicas comenzaron a ser más ampliamente exploradas.
Una de las contribuciones más significativas del selenio es su papel en sistemas biológicos, particularmente en forma del aminoácido selenocisteína, que es componente de varias enzimas importantes. Estas enzimas, conocidas como selenoproteínas, juegan papeles cruciales en la protección de las células frente al daño oxidativo y en la regulación de la función tiroidea. El selenio es un micronutriente esencial para muchos organismos, incluidos los seres humanos, aunque solo se requiere en pequeñas cantidades. Las deficiencias de selenio pueden provocar una variedad de problemas de salud, como un funcionamiento deficiente del sistema inmunológico y enfermedades cardiovasculares, mientras que el exceso de selenio puede ser tóxico.
Además de su importancia biológica, el selenio tiene una amplia gama de aplicaciones industriales. Se usa comúnmente en la industria electrónica, especialmente en la producción de celdas solares, fotoceldas y sensores de luz, debido a sus propiedades semiconductoras. Así como el Selenio también se utiliza en la fabricación de vidrio, especialmente para descolorar y eliminar el tono verde causado por las impurezas de hierro. Además, se emplea en la producción de pigmentos y en algunos procesos químicos.
El selenio se obtiene típicamente como un subproducto del refinado de otros metales, como el cobre y el níquel. Aunque el elemento tiene muchos usos beneficiosos, su toxicidad, particularmente en altas concentraciones, requiere una gestión cuidadosa tanto en los contextos industriales como agrícolas. Su papel en la salud pública y la sostenibilidad ambiental sigue siendo un área activa de investigación y desarrollo.

## Características principales
El selenio se puede encontrar en varias formas alotrópicas. El selenio amorfo existe en tres formas, la vítrea, negra, obtenida al enfriar rápidamente el selenio líquido, se funde a 180 °C y tiene una densidad de 4,28 g/cm³; la roja, coloidal, se obtiene en reacciones de reducción; el selenio gris cristalino de estructura hexagonal, la forma más común, funde a 220,5 °C y tiene una densidad de 4,81 g/cm³; y la forma roja, de estructura monoclínica, funde a 221 °C y tiene una densidad de 4,39 g/cm³.
Es insoluble en agua y alcohol, ligeramente soluble en disulfuro de carbono y soluble en éter.
Presenta el efecto fotoeléctrico, convirtiendo la luz en electricidad, y, además, su conductividad eléctrica aumenta al exponerlo a la luz. Por debajo de su punto de fusión es un material semiconductor tipo p, y se encuentra en su forma natural.

## Aplicaciones
El selenio se usa con diversos fines. Sus sales amónicas se usan en la fabricación de vidrio.[cita requerida] El sulfuro de selenio se usa en lociones y champús como tratamiento para la dermatitis seborreica.

### Usos en la electrónica
El selenio es un material semiconductor ampliamente utilizado en diversas aplicaciones electrónicas debido a sus propiedades únicas. Fue uno de los primeros materiales en usarse en fotoceldas y celdas solares, lo que lo convirtió en un componente esencial en el desarrollo de los primeros dispositivos electrónicos.
Uno de los usos más notables del selenio en la electrónica es en las celdas fotovoltaicas, específicamente en los paneles solares. La capacidad del selenio para convertir la luz en electricidad fue descubierta en el siglo XIX, y desde entonces se ha utilizado en la tecnología fotovoltaica, especialmente en las primeras celdas solares. Aunque el silicio ha reemplazado en gran medida al selenio en la tecnología solar moderna, el papel del selenio en las primeras investigaciones solares fue fundamental para el avance de la energía renovable.
El selenio también se utiliza en la fabricación de fotoceldas y sensores de luz. En estas aplicaciones, la sensibilidad del selenio a la luz lo hace ideal para convertir la energía luminosa en señales eléctricas. Las fotoceldas, que dependen de las propiedades fotoconductoras del selenio, se utilizan comúnmente en dispositivos como sensores automáticos de luz, fotómetros y en sistemas donde es necesario medir o controlar la intensidad de la luz.
Otro importante uso del selenio en la electrónica es en rectificadores y interruptores electrónicos. Los rectificadores de selenio se usaron ampliamente a mediados del siglo XX en sistemas de alimentación eléctrica, equipos de radio y diversos circuitos electrónicos. Aunque en gran parte han sido reemplazados por diodos de silicio debido a su mayor eficiencia, los rectificadores de selenio fueron cruciales en el desarrollo de la tecnología electrónica temprana y siguen utilizándose en aplicaciones especializadas.
Además, los transistores de película delgada (TFT) y otros componentes en pantallas a veces incorporan selenio, ya que se puede utilizar en combinación con otros materiales para mejorar el rendimiento y la eficiencia en la tecnología de pantallas.
En general, el papel del selenio en la electrónica es significativo, especialmente en tecnologías tempranas y en ciertas aplicaciones especializadas que siguen aprovechando sus propiedades semiconductoras únicas.

## Papel biológico
El selenio es un micronutriente para todas las formas de vida conocidas que se encuentra en los cereales, el pescado, las carnes, las lentejas, la cáscara de las patatas y los huevos. Está presente en los aminoácidos selenocisteína y selenometionina, reemplazando al azufre. Forma parte de las enzimas glutatión peroxidasa, yodotironina deiodinasa y tiorredoxina reductasa.
La deficiencia de selenio es relativamente rara, pero puede darse en pacientes con disfunciones intestinales severas o con nutrición exclusivamente parenteral, así como en poblaciones que dependan de alimentos cultivados en suelos pobres en selenio. La ingesta diaria recomendada para adultos es de 55-70 μg; más de 400 μg puede provocar efectos tóxicos (seleniosis).

## Historia
El selenio (del griego σελήνιον,"selénion", resplandor de la Luna y por selene o artemisa la diosa griega de la luna y los animales) fue descubierto en 1817 por Jöns Jacob Berzelius. Al visitar la fábrica de ácido sulfúrico de Gripsholm observó un líquido pardo rojizo que calentado al soplete desprendía un olor fétido que se consideraba entonces característico y exclusivo del telurio —de hecho su nombre deriva de su relación con este elemento ya que telurio proviene del latín Tellus, la Tierra— resultando de sus investigaciones el descubrimiento del selenio. Más tarde, el perfeccionamiento de las técnicas de análisis permitió detectar su presencia en distintos minerales pero siempre en cantidades extraordinariamente pequeñas.

## Abundancia y obtención
El selenio se encuentra muy distribuido en la corteza terrestre en la mayoría de las rocas y suelos se halla en concentraciones entre 0,1 y 2,0 ppm. Raramente se encuentra en estado nativo obteniéndose principalmente como subproducto de la refinación del cobre ya que aparece en los lodos de electrólisis junto al telurio (5-25 % Se, 2-10 % Te). La producción comercial se realiza por tostación con cenizas de sosa o ácido sulfúrico de los lodos.
Primeramente se añade un aglomerante de cenizas de sosa y agua a los lodos para formar una pasta dura que se extruye o corta en pastillas para proceder a su secado. La pasta se tuesta a 530-650 °C y se sumerge en agua resultando selenio hexavalente que se disuelve como selenato de sodio (Na2SeO4). Este se reduce a selenuro de sodio calentándolo de forma controlada obteniendo una solución de un vivo color rojo. Inyectando aire en la solución el selenuro se oxida rápidamente obteniéndose el selenio. La reducción del selenio hexavalente también puede hacerse empleando ácido clorhídrico concentrado, o sales ferrosas e iones cloro como catalizadores.
El segundo método consiste en mezclar los lodos de cobre con ácido sulfúrico tostando la pasta resultante a 500-600 °C para obtener dióxido de selenio que rápidamente se volatiliza a la temperatura del proceso. Este se reduce a selenio elemental durante el proceso de lavado con dióxido de azufre y agua, pudiendo refinarse posteriormente hasta alcanzar purezas de 99,5-99,7 % de selenio.
Los recursos de selenio asociados a los depósitos de cobre identificados rondan las 170.000 toneladas y se estima que existen alrededor de 425 000 toneladas más en depósitos de cobre y otros metales aún no explotados. El carbón suele contener entre 0,5 y 12 ppm de selenio, es decir, unas 80 o 90 veces el promedio que se encuentra en las minas de cobre, sin embargo su recuperación no se prevé que pueda realizarse en un futuro próximo.
| 1.  | China     | 1.100 |
| 2.  | Japón     | 740   |
| 3.  | Alemania  | 300   |
| 4.  | Bélgica   | 200   |
| 5.  | Rusia     | 150   |
| 6.  | Finlandia | 115   |
| 7.  | Polonia   | 64    |
| 8.  | Canadá    | 57    |
| 9.  | Turquía   | 50    |
| 10. | Perú      | 40    |
| 11. | Suecia    | 19    |

Fuente: USGS. 
NOTA: Los datos de Estados Unidos no se divulgan.
Datos de selenio refinados por países en el mismo año.

## Isótopos
El selenio tiene seis isótopos naturales, cinco de los cuales son estables: 74Se, 76Se, 77Se, 78Se, y 80Se.
77Se, 78Se, y 80Se son isótopos estables del selenio generados primordialmente por el proceso s de nucleosíntesis, que consiste en capturas lentas de neutrones sobre núcleos semipesados dentro de estrellas AGB. El isótopo radiactivo 79Se, también producido en este contexto, decae con una vida media de 2.95 · 105 años.

## Precauciones
El selenio está considerado un elemento peligroso para el medio ambiente por lo que sus compuestos deben almacenarse en áreas secas evitando filtraciones que contaminen las aguas. Los residuos de selenio se tratan en solución ácida con sulfito de sodio, calentándolo después para obtener el selenio elemental que presenta una menor biodisponibilidad.

### Polución
El selenio se biomagnifica en hábitats acuáticos y se bioacumula en sus habitantes, lo que da lugar a concentraciones más altas en los organismos que en el agua circundante. Los compuestos de organoselenio pueden concentrarse más de 200 000 veces mediante el zooplancton cuando las concentraciones de agua se encuentran en el rango de 0.5 a 0.8 μg Se/L. El selenio inorgánico se bioacumula más fácilmente en el fitoplancton, que puede concentrarlo en un factor de 3000, en comparación con el zooplancton. Se produce una concentración adicional a través de la biomagnificación a lo largo de la cadena alimentaria, ya que los depredadores consumen presas ricas en selenio. Una concentración en agua de 2 μg Se/L se considera altamente peligrosa para peces sensibles y aves acuáticas. La intoxicación por selenio puede transmitirse de padres a hijos a través del huevo. La reproducción de los ánades reales se ve afectada a concentraciones dietéticas de 7 ug Se/L. Muchos invertebrados bentónicos pueden tolerar concentraciones de selenio de hasta 300 μg por litro en su dieta.
La contaminación por selenio está afectando los océanos de todo el mundo y es causada principalmente por factores antropogénicos como la escorrentía agrícola y los procesos industriales. La alta biomagnificación de selenio en los medios acuáticos provoca la muerte de grandes peces. También se ha sugerido que la temporada podría tener un impacto en los efectos nocivos del elemento en el pescado.